# Hoorn
Pronunciação
Hoorn é uma cidade neerlandesa, localizado na província da Holanda Setentrional. Fundada na zona de IJsselmeer, obteve a categoria de cidade em 1357.
O município de Hoorn inclui algumas cidades como Blokker e Zwaag.

## Cidades-irmãs

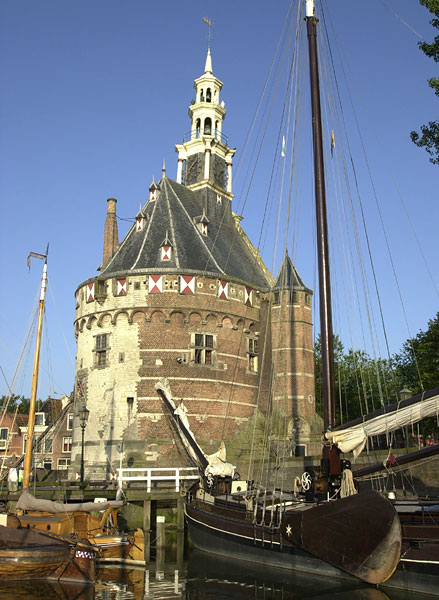

- Malaca, Malásia